# フェイスブック (人名録)
フェイスブック（face book または facebook）とは、アメリカ合衆国のいくつかの大学で見られる、個人の写真と名前で構成された紙またはウェブ上の人名録のことである。特に、学生同士の交流のために、大学の運営者が年度初めに配布する出版物を指す。

## 歴史
アメリカの大学では、学生や教職員の写真や一部の個人情報を掲載した書籍が公式または非公式によく出版されており、それを「フェイスブック」という。2000年代初頭までに、いくつかのフェイスブックは、オンラインで公開されるようになり、パスワード保護、より詳細な情報、高度な索引や検索、人々が情報を入力したり写真をアップロードしたりする機能などの多くの新しい機能が追加されるようになっていた。
2004年初頭、ハーバード大学2年生のマーク・ザッカーバーグは、大学公式のオンライン・フェイスブックの立ち上げに時間がかかっていることに不満を覚え、thefacebook.comという非公式なオンライン・フェイスブックを自分で作成した。これが、現在はSNS大手となっているFacebookの前身である。全学的なフェイスブックの開発は、それまでプライバシーへの懸念から行き詰まっていた。それは、2003年11月にザッカーバーグがセキュリティ違反や著作権、個人のプライバシーを侵害したとして告発されたことにより顕著になったものである。ザッカーバーグは、ハーバード・ハウス（学生寮）にあるフェイスブックから無断で撮影した写真を利用し、個々の学生の魅力度を評価するウェブサイトwww.facemash.comを構築していた。